# Посёлок дома отдыха «Вороново»
Посёлок дома отдыха «Вороново» — посёлок в Троицком административном округе Москвы  (до 1 июля 2012 года был в составе Подольского района Московской области). Входит в состав поселения Вороновское.

## Население
| 2002 | 2006  | 2010  |
| ---- | ----- | ----- |
| 1549 | ↘1538 | ↘1498 |

Согласно Всероссийской переписи, в 2002 году в посёлке проживало 1549 человек (675 мужчин и 874 женщины); преобладающая национальность — русские (96 %).

## География
Посёлок дома отдыха «Вороново» расположен вблизи Калужского шоссе примерно в 29 км к юго-западу от центра города Подольска. Ближайший населённый пункт — село Вороново.